# Дюпон, Жак (велогонщик)
Жак Дюпон (фр. Jacques Dupont; 19 июня 1928, Леза-сюр-Лез — 4 ноября 2019[…], Сен-Жан-де-Верж) — французский трековый и шоссейный велогонщик, выступавший на международном уровне в 1948—1959 годах. В составе национальной сборной Италии становился чемпионом и бронзовым призёром летних Олимпийских игр в Лондоне, серебряный призёр чемпионата мира. Как профессионал участвовал во многих престижных гонках на шоссе, двукратный победитель однодневной классической гонки «Париж — Тур».

## Биография
Жак Дюпон родился 19 июня 1928 года в коммуне Леза-сюр-Лез департамента Арьеж, Франция.
Первого серьёзного успеха в велоспорте на взрослом международном уровне добился в сезоне 1948 года, когда стал чемпионом Франции среди любителей в индивидуальной гонке преследования, вошёл в основной состав французской национальной сборной и благодаря череде удачных выступлений удостоился права защищать честь страны на летних Олимпийских играх в Лондоне. На треке одержал победу в гите на 1000 метров, тогда как на шоссе завоевал бронзовую медаль в командной гонке и занял 17 место в индивидуальной групповой гонке. Также в этом сезоне побывал на трековом чемпионате мира в Амстердаме, откуда привёз награду серебряного достоинства, выигранную в индивидуальном преследовании любителей.
В 1950 году дебютировал на профессиональном уровне, присоединившись к французской команде Peugeot-Dunlop. В частности, в этом сезоне финишировал третьим на «Туре Лимбурга».
В 1951 году выиграл классическую однодневную гонку «Париж — Тур», отметился выступлением на «Льеж — Бастонь — Льеж».
В 1952 году в составе Dilecta-Wolber впервые принял участие в супермногодневке «Тур де Франс», но сошёл с дистанции в ходе шестого этапа. Помимо этого, стартовал на «Милан — Сан-Ремо», «Туре Фландрии», «Париж — Рубе», «Джиро ди Ломбардия» и других престижных гонках.
В 1953 году стал вторым на «Критериум Интернациональ», вновь участвовал в «Тур де Франс» — на сей раз сошёл на 18 этапе.
В 1954 году одержал победу в групповой гонке на чемпионате Франции, финишировал вторым на «Гран-при Монако», третьим в гонке «Генуя — Ницца». Стартовал в групповой гонке профессионалов на шоссейном чемпионате мира в Золингене, но до финиша здесь не доехал.
Сезон 1955 года провёл в команде Mercier-BP-Hutchinson. Одно из главных достижений этого сезона — ещё одна победа в гонке «Париж — Тур», где на дистанции 253 км Дюпон показал рекордную среднюю скорость 43,666 километра в час и был награждён «Жёлтой лентой» рекордсмена (этот рекорд впоследствии продержался до 1962 года). Кроме того, в третий раз участвовал в «Тур де Франс», доехав до пятого этапа, стал вторым на «Гран-при Плуэ» и девятым на «Париж — Рубе».
В 1956 году финишировал девятым в групповой гонке профессионалов на шоссейном мировом первенстве в Копенгагене, вошёл в число призёров на нескольких небольших гонках во Франции.
В 1957—1958 годах представлял команду Peugeot-BP-Dunlop, в это время был лучшим на «Букль де Сен-Сен-Дени», занял второе место в гонке «Бордо — Париж», восьмое место на «Флеш Валонь», девятое на «Париж — Ницца» и десятое на «Париж — Рубе».
Последний раз выступал на профессиональном уровне в сезоне 1959 года с командой Saint-Raphaël-R. Géminiani-Dunlop.
По завершении спортивной карьеры работал в мясной лавке своего отца в Леза-сюр-Лез, затем в начале 1970-х годов переехал на постоянное жительство в город Каор, где открыл собственный магазин. С 1993 года — на пенсии.
Умер 4 ноября 2019 года в Леза-сюр-Лез в возрасте 91 года.